# مصرف المشرق العربي الإسلامي للاستثمار
 مصرف المشرق العربي الإسلامي للاستثمار مصرف عراقي أهلي أُسس عام 2018،  يبلغ رأس المال للمصرف 150 مليار دينار.